# Constellation-Programm
Am 14. Januar 2004 verkündete US-Präsident George W. Bush in der Rede zur Lage der Nation eine Vision der US-amerikanischen Weltraumerkundung. Diese Anweisung an die NASA wurde als Constellation-Programm bekannt und sah vor, dass bis zum Jahre 2020 Menschen zum Mond zurückkehren und schließlich auch zum Mars und weiter entfernten Zielen reisen sollten.
Aufgrund der Ergebnisse der Augustine-Kommission im Jahr 2009 stellte die Regierung unter US-Präsident Obama die Unterstützung des Programms ein.

## Das Constellation-Programm

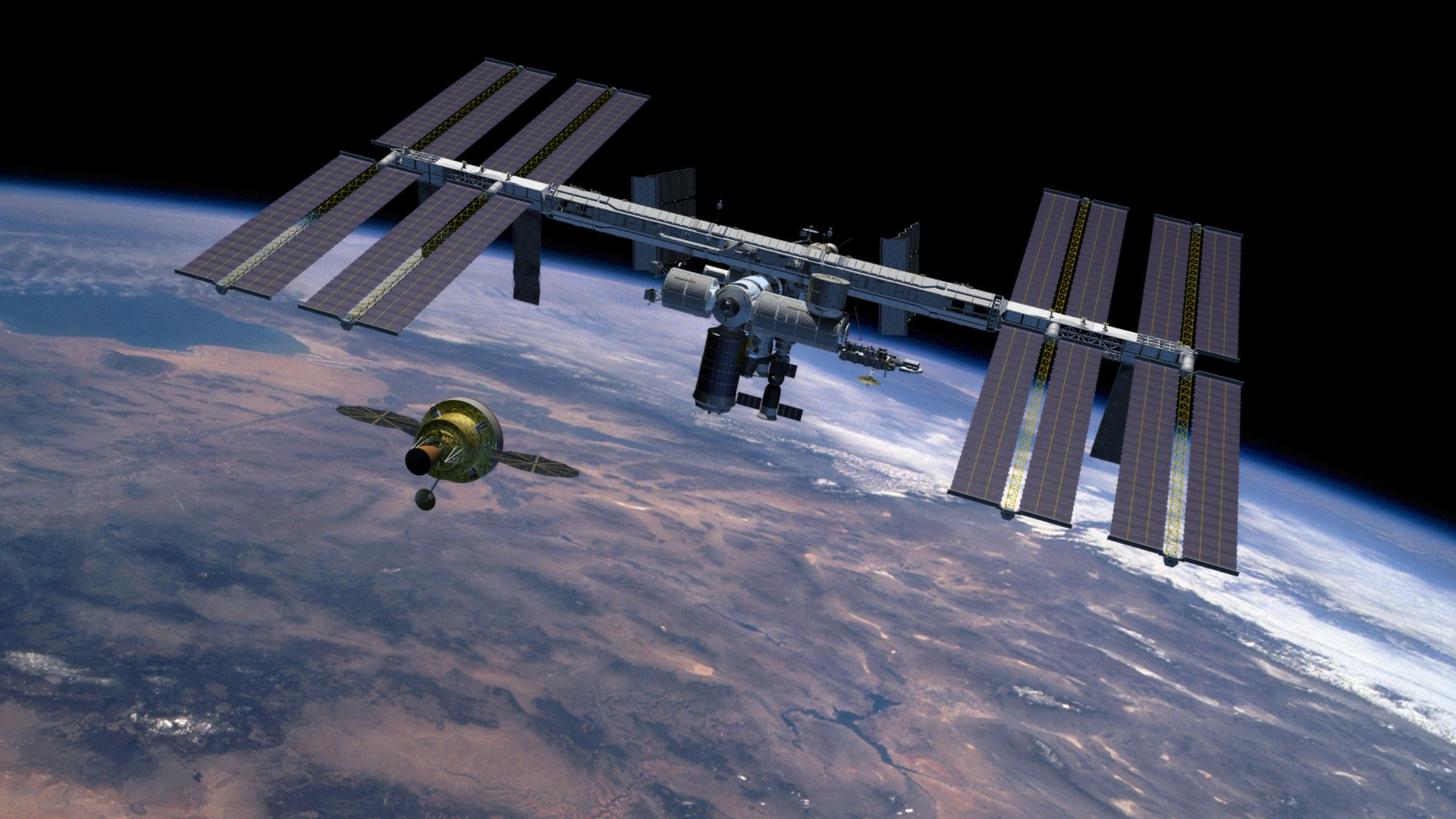
Das Orion-Raumschiff im Anflug auf die ISS (Computergrafik)

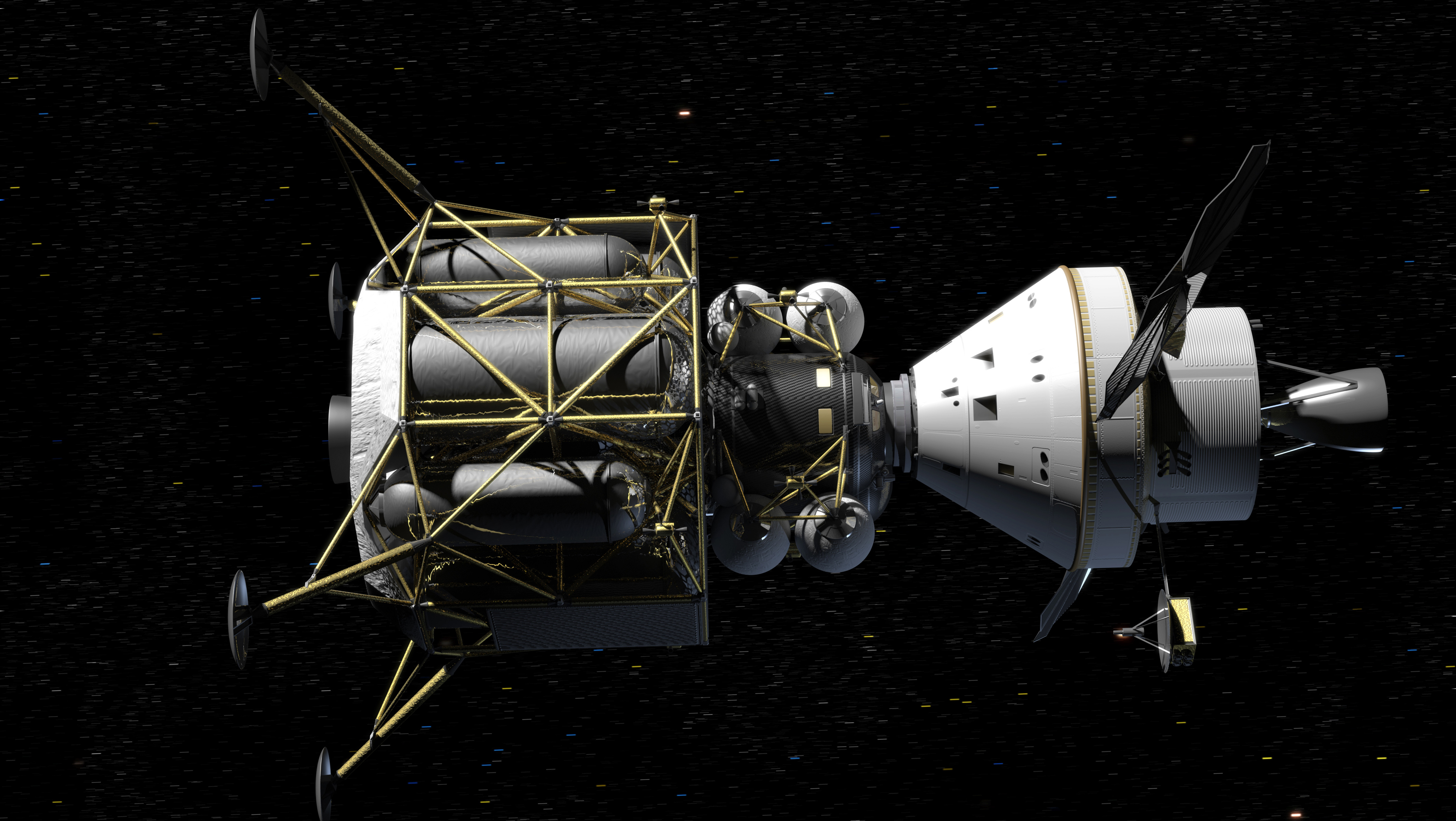
Das Orion-Raumschiff mit angedocktem Mondlandemodul (Computergrafik)

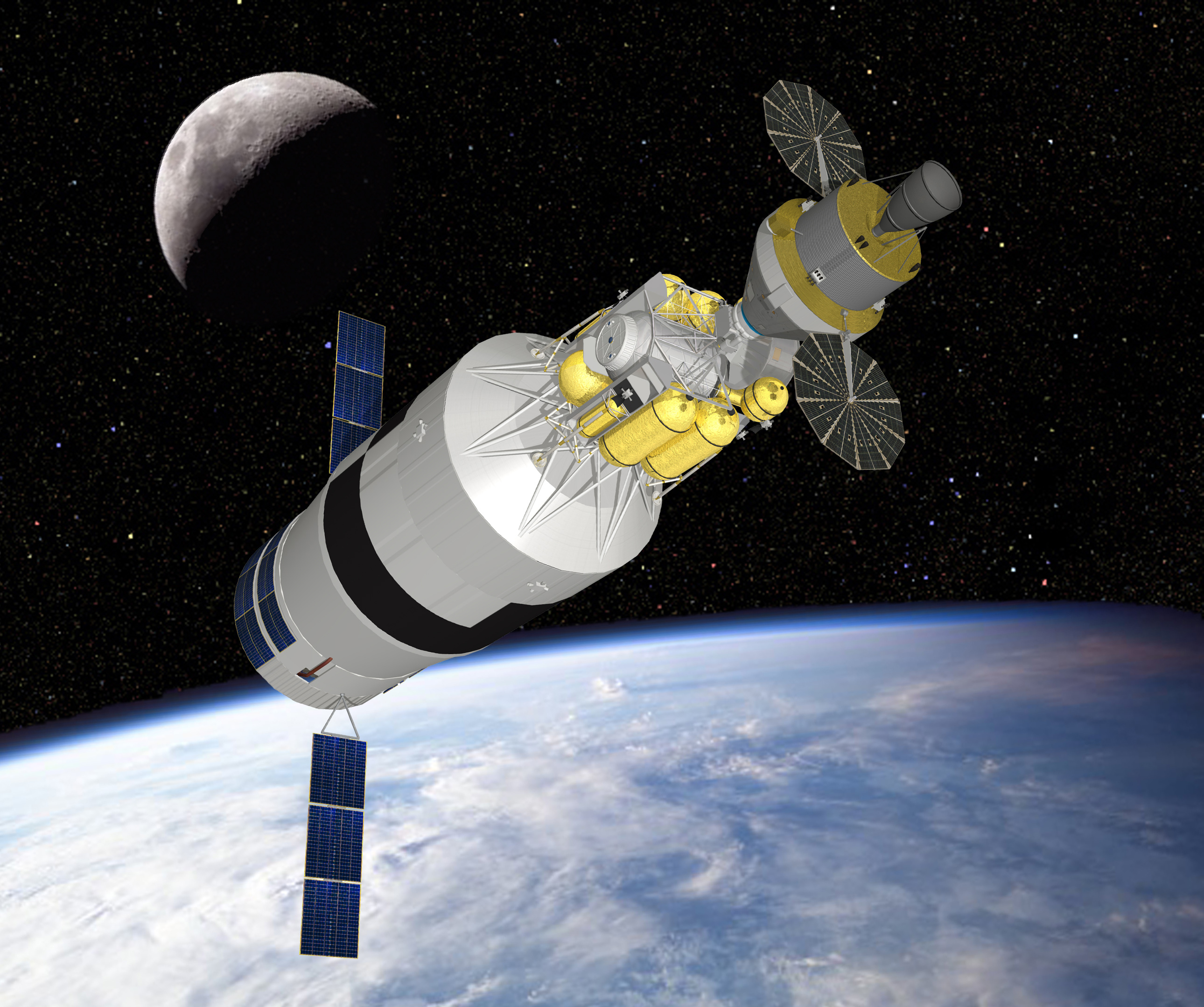
Earth Departure Stage mit Landefähre und Raumschiff Orion (Computergrafik)

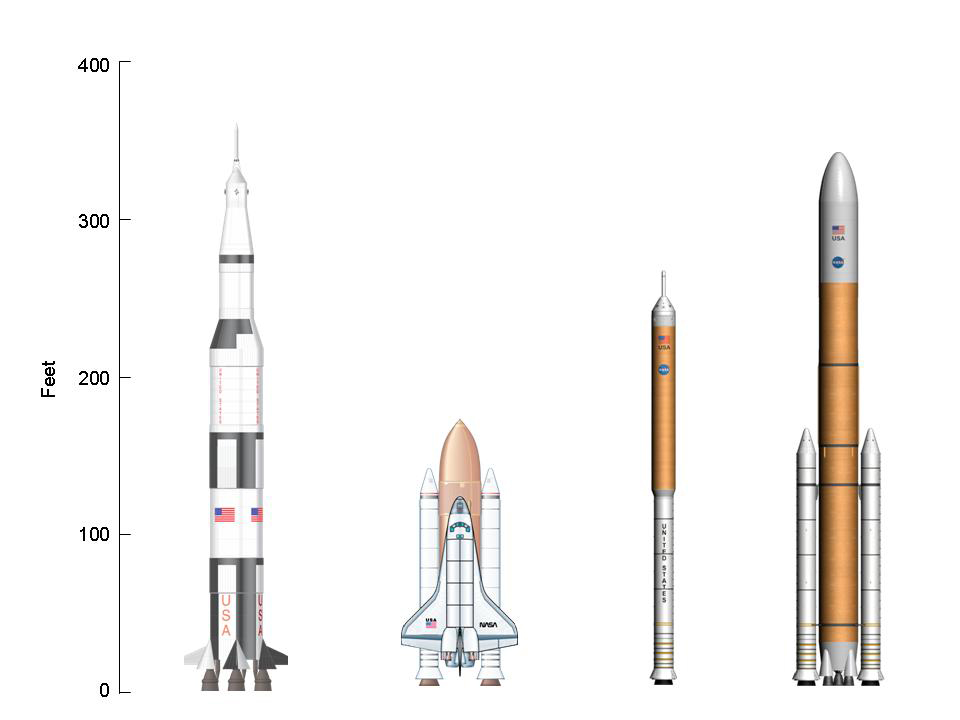
Vergleich der Trägersysteme (v. l. n. r.): Saturn V, Space Shuttle, Ares I, Ares V

US-Präsident Bush deutete in seiner Rede die Schritte an, die die NASA unternehmen soll, um die Vision der Rückkehr zum Mond zu verwirklichen. Die Fertigstellung der ISS bis 2010 und die Außerdienststellung der Space Shuttles ist der erste aufgezeigte Schritt. Dieser ermöglicht die Bindung weiterer finanzieller Mittel für das Projekt. Zur Durchführung der Mission soll ein Personen-Transportsystem (Crew Exploration Vehicle, CEV) bis 2008 zur Verfügung stehen und eine bemannte Mission bis spätestens 2014 durchgeführt werden. Der letzte Schritt beinhaltet die Landung auf dem Mond bis 2020. Hierfür sind robotische Missionen zur Erkundung geeigneter Landeplätze und eine Schwerlast-Trägerrakete notwendig. Das entfernte Ziel ist der bemannte Marsflug. Die Umsetzung der Ziele wurde im NASA Authorization Act 2005 festgehalten.

### Die Ziele des Programms
Die Strategie der NASA, zur Erkundung des Weltraums, beinhaltet folgende Themenbereiche, die mit dem Constellation-Programm erfüllt werden sollten:
- Vorbereitung des Menschen auf einen Marsflug und darüber hinaus
- Beantwortung wissenschaftlicher Fragestellungen über das Sonnensystem und das Universum
- Stetige menschliche Präsenz auf dem Mond, die zu einer eventuellen Kolonisation führt[6][7]
- Erweiterung der ökonomischen Erdsphäre bis zum Mond

Zur Erfüllung dieses Vorhabens werden verschiedene Technologien benötigt, die dem Apollo-Programm ähneln.

### Programmelemente
Das Constellation-Programm umfasst 5 wesentliche Elemente:
- Die Ares-I-Rakete zum Transport des Transportraumschiffs Orion in den Low Earth Orbit (LEO).
- Das Transportraumschiff Orion (ehem. CEV) für den Transport von Astronauten zur ISS oder zum Mond mit der Earth Departure Stage.
- Die Ares V als Schwerlasttransporter, für den Transport der Earth Departure Stage und der Mondlandefähre Altair in den LEO.
- Die Earth Departure Stage als Trägersystem für einen Flug zum Mond, mit dem Transportraumschiff Orion und der Mondlandefähre Altair.
- Die Mondlandefähre Altair für die Landung auf dem Mond und der Etablierung einer Basis.

### Vision
Am 28. September 2007 gab die NASA bekannt, im Jahr 2037 die erste bemannte Marsmission durchführen zu wollen.

## Die Ära seit US-Präsident Obama
US-Präsident Barack Obama initiierte nach seinem Amtsantritt 2009 eine Überprüfung der US-amerikanischen bemannten Raumfahrt unter der Leitung von Norman Augustine. Das Komitee kam zu dem Entschluss, dass das Constellation-Programm nicht mit dem Fiskaljahr (FY) 2010 finanzierbar sei. Des Weiteren lag die Finanzierung aus dem FY 2009 und dem geplanten FY 2010 unter den ursprünglichen, zu Projektbeginn festgesetzten, Annahmen, so dass Ares I und Orion für diese Jahre unterfinanziert waren und sind. Des Weiteren waren die Verlängerung der Shuttle-Missionen um ein Jahr bis 2011 sowie eine eventuelle Verlängerung der ISS-Mission bis 2020 in der ursprünglichen Planung nicht vorgesehen. Dies führt zu einer verspäteten Inbetriebnahme von Ares I und Orion, frühestens ab 2017, die als Shuttle-Nachfolger schon ab 2012 dienen sollten.
Aufgrund der späten Veröffentlichung des Berichtes der Kommission, bzgl. des US-FY (Beginn Oktober), wurde im Dezember der Consolidated Appropriations Act 2010 verabschiedet, der eine Streichung des Constellation-Programms und eine Initiierung eines anderen ähnlichen Programmes der NASA im FY 2010 (10/2009 – 09/2010) verbietet und eine neue Gesetzesverabschiedung bzgl. dieser Thematik vorsieht (Bedenkzeit für den Kongress).
Im Februar 2010 verkündete US-Präsident Obama die Streichung des Constellation-Programms, was zu Verwunderungen im Kongress und zu einigen Anhörungen führte. Obamas Plan sah die Stärkung des kommerziellen Sektors und die Entwicklung neuer Technologien zur Erforschung des Weltraums, über den L1 hinaus, vor. Im darauf folgenden April verkündet US-Präsident Obama die Absicht, dass Astronauten bis 2025 auf einem Asteroiden landen sollen. Diese Ziele wurden im Oktober im NASA Authorization Act 2010, in dem auch die Entwicklung einer Schwerlast-Trägerrakete und die parallele Entwicklung (neben den kommerziellen Entwicklungen für den LEO) eines Personen-Transport-Systems enthalten sind, festgesetzt.
Nachdem im FY 2010 (endet 09/2010) kein Gesetzesentwurf bzgl. der Beendigung oder Fortführung des Constellation-Programms verabschiedet wurde, ist der Consolidated Appropriations Act noch gültig, und damit auch das Constellation Programm.
Im Januar 2011 übermittelte die NASA einen Report an den Kongress, der einen Vorschlag der Aufgabenerfüllung bzgl. des NASA Authorization Act 2010 vorsieht. Durch das neue Konzept bleibt das Orion-Raumschiff unter dem Namen Orion MPCV erhalten und ist in überarbeiteter Form geplant. Sie soll außerdem durch eine neue Trägerrakete namens Space Launch System, ähnlich der Ares V und der Saturn V, in den Erdorbit oder darüber hinaus geschossen werden. Das SLS beinhaltet auch die Feststoffraketen aus dem Space-Shuttle-Programm. Im Mai 2011 gab die NASA dann die Fortführung des Orion CEV als Orion MPCV bekannt, wie im Report an den Kongress vorgeschlagen.